# Terminator 2 – Domedagen

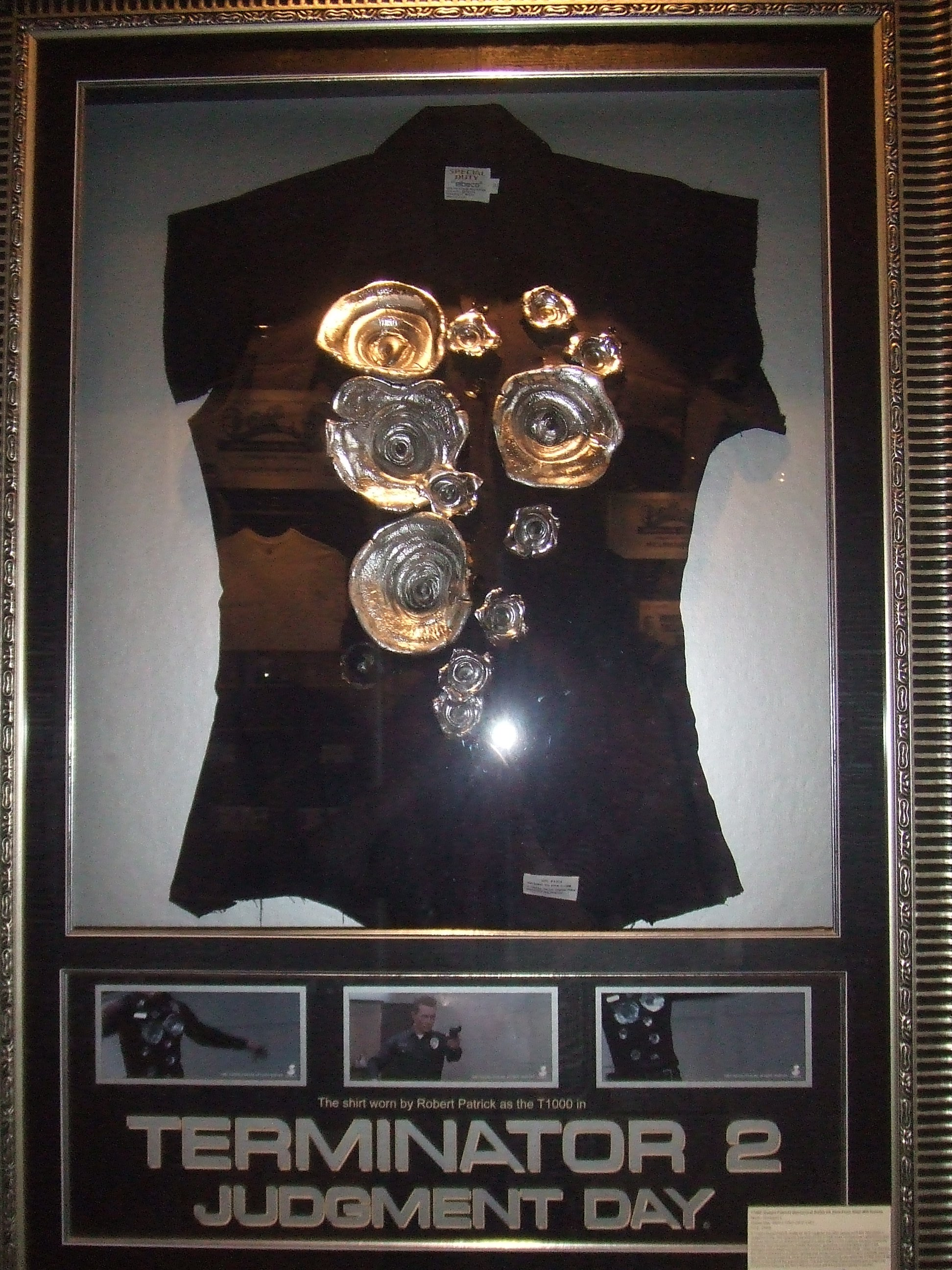
Kostym buren av Robert Patrick (T-1000) i filmen.

Terminator 2 – domedagen (engelska: Terminator 2: Judgment Day) är en amerikansk science fiction-action som hade biopremiär i USA den 3 juli 1991, i regi av James Cameron med Arnold Schwarzenegger, Linda Hamilton och Edward Furlong i huvudrollerna. Filmen hade Sverigepremiär den 13 september 1991 och Finlandspremiär den 4 oktober samma år.
År 2023 valdes filmen ut för att bevaras i National Film Registry av USA:s kongressbibliotek då den anses vara ”kulturellt, historiskt eller estetiskt betydelsefull”.

## Handling
Efter händelserna i filmen Terminator har Sarah Connor (Linda Hamilton) blivit intagen på mentalsjukhus och hennes son John Connor (Edward Furlong) har placerats i fosterhem. Från framtiden skickas två cyborger, en T-1000 (Robert Patrick) med uppdraget att döda John och en omprogrammerad Serie T-800 Model 101 (Arnold Schwarzenegger) för att skydda honom. T-1000 dödar Johns fosterföräldrar, medan T-800 hittar och skyddar John. John och terminatorn räddar Sarah från sjukhuset. Tillsammans beslutar de sig för att försöka hitta och döda den man som skapade Skynet, Miles Bennet Dyson. När de hittar Miles i hans hem, försöker de skjuta honom, men mordförsöket misslyckas. Istället förklarar de situationen för honom, och han går med på att hjälpa till att förhindra Skynets uppvaknande. Tillsammans bryter de sig in i Cyberdyne Systems kontor, företaget där Miles är anställd. De hittar delarna från terminatorn som krossades i den första filmen, som inspirerade Cyberdyne Systems till att bygga Skynet. De riggar upp bomber för att förstöra datorer och laboratorium, men innan de hinner spränga dem avbryts de av polisen som skadar Miles allvarligt. Miles väljer att stanna kvar och manuellt utlösa bomben, vilket dödar honom, medan de andra flyr. T-1000 överlever flera försök att förstöra den, men genom att skjuta honom med en granat lyckas de slutligen få honom att falla ner i ett kar med smält metall. De kastar ner delarna från Cyberdyne Systems i metallen. T-800 vet att även han måste förstöras för att säkerställa att hans chip inte hittas och får historien att upprepa sig. Sarah Connor sänker ner T-800 i den smälta metallen med en travers.

## Om filmen
- Filmen är regisserad av James Cameron som även gjorde den första Terminatorfilmen. Han hade inget att göra med den tredje och fjärde filmen eftersom  han ansåg att storyn skulle ta slut efter den här filmen.
- Filmens budget var på drygt 100 miljoner dollar, och var vid tillfället den dyraste filmen som gjorts. Filmen blev enormt lyckad och kallades av kritikerna en av världens bästa uppföljare. Filmen var den film som drog in mest pengar under filmåret 1991.
- Detta är den andra av de tre James Cameronfilmer som Schwarzenegger har spelat i. De övriga är den första Terminatorfilmen och True Lies.
- Schwarzeneggers rollfigur T-800 använder i filmen och på filmaffischerna ett hagelgevär modell Winchester 1887.

## Rollista (urval)
| Arnold Schwarzenegger | – Cyberdyne Systems Model 101 |
| Linda Hamilton        | – Sarah Connor                |
| Edward Furlong        | – John Connor                 |
| Robert Patrick        | – T-1000                      |
| Earl Boen             | – Dr. Silberman               |
| Joe Morton            | – Miles Dyson                 |
| S. Epatha Merkerson   | – Tarissa Dyson               |
| Castulo Guerra        | – Enrique Salceda             |
| Danny Cooksey         | – Tim                         |
| Jenette Goldstein     | – Janelle Voight              |
| Xander Berkeley       | – Todd Voight                 |

## Nomineringar och priser
| År   | Pris   | Resultat  | Kategori              | Person                                                     |
| ---- | ------ | --------- | --------------------- | ---------------------------------------------------------- |
| 1992 | Oscars | Vann      | Bästa ljudredigering  | Gary Rydstrom, Gloria S. Borders                           |
| 1992 | Oscars | Vann      | Bästa specialeffekter | Dennis Muren, Stan Winston, Gene Warren Jr., Robert Skotak |
| 1992 | Oscars | Vann      | Bästa smink           | Stan Winston, Jeff Dawn                                    |
| 1992 | Oscars | Vann      | Bästa ljud            | Tom Johnson, Gary Rydstrom, Gary Summers, Lee Orloff       |
| 1992 | Oscars | Nominerad | Bästa foto            | Adam Greenberg                                             |
| 1992 | Oscars | Nominerad | Bästa klippning       | Conrad Buff IV, Mark Goldblatt, Richard A. Harris          |